# 55276 Kenlarner
55276 Kenlarner è un asteroide della fascia principale. Scoperto nel 2001, presenta un'orbita caratterizzata da un semiasse maggiore pari a 2,4228344 UA e da un'eccentricità di 0,1389572, inclinata di 5,16037° rispetto all'eclittica.